# Ho bruciato la notte
Ho bruciato la notte è un romanzo scritto da Richard Wright nel 1953.

## Trama
Il libro racconta le vicende di Cross Damon, un impiegato di colore delle poste nella Chicago degli anni '50.
Estraneo da sempre fra gli umani della società in cui vive (The Outsider, appunto), vede con occhio critico e distaccato chiunque lo circondi: dalla madre bigotta e divorata da una vita di pentimento alla moglie (a cui ha dato tre figli) che lo odia, all'amante minorenne (anche lei in attesa di un figlio da parte sua). Anche i suoi colleghi di lavoro, con cui va a bere dopo il lavoro e con cui tutto sommato va d'accordo, li vede in qualche modo lontani.
Il suo essere al di fuori da ogni regola e da ogni convenzione lo porta pian piano a una spirale di violenza in cui decide autonomamente cosa sia giusto o meno. Un tragico incidente nella metro gli dà l'insperata occasione di sparire definitivamente dalla vita e dalla cerchia di persone che conosce, per le quali non prova che sentimenti di sufficienza e pena.
La mancanza di riferimenti e il suo rifiuto di schierarsi a favore o contro qualunque ideologia o sentimento confondono la polizia e il partito comunista che gli stanno addosso, poiché con lui, nella parte di Harlem dove si è spostato, è arrivata un'ondata di violenti omicidi.
L'autore argomenta abbondantemente il pensiero del protagonista, disegnando una persona aliena al mondo ma profondamente lucida e consapevole. La sua colpevolezza resta a lungo nascosta poiché la società (rappresentata dal procuratore distrettuale Houston, dagli scagnozzi del partito comunista e da una ragazza che vede in lui una speranza di una nuova vita) non riesce ad accettare un movente che non sia criminale (nel senso classico), politico o passionale.
Alla fine, Houston, a lui affine per certi aspetti poiché affetto da ipercifosi e quindi abituato a vedersi diverso dagli altri, riuscirà a capire chi ha di fronte. Lascerà Damon spiazzato perché decide di non applicargli la solita legge che vale per tutti, unica cosa che Damon si aspettava (e che intimamente sperava) da colui che rappresenta una società osservata con disillusione:
Damon ammetterà finalmente che una vita così vissuta, solitario paladino di una forma di giustizia nuova, è orribile.

## Edizioni
- Richard Wright, Ho bruciato la notte, traduzione di Cesare Salmaggi, Collezione Medusa n.352, Milano, Mondadori, 1955.
- Richard Wright, Ho bruciato la notte, traduzione di Cesare Salmaggi, Novara, De Agostini, 1987.